# Rhodenigma
Rhodenigma, monotipski rod crvenih algi iz porodice Rhodogorgonaceae. Vrsta je otkrivena tek 2016. godine, a tipski lokalitet nalazi se u Zapadnoj Australiji; sakupljen na Coral Bayu